# مسترجسة صغيرة الأبواغ
مسترجسة صغيرة الأبواغ[بحاجة لمصدر] (الاسم العلمي: Sordaria microspora) هي نوع من الفطريات تتبع جنس المسترجسة من الفصيلة المسترجسية